# Championnat du monde junior de hockey sur glace 2024
Navigation
Canada 2023 Canada 2025
Le Championnat du monde junior de hockey sur glace 2024 est la 48e édition de cette compétition de hockey sur glace junior organisée par la Fédération internationale de hockey sur glace (IIHF).
Le tournoi de la division élite, regroupant les meilleures nations, a lieu à Göteborg en Suède du 26 décembre 2023 au 5 janvier 2024. Les divisions inférieures sont disputées indépendamment du groupe élite.

## Format de la compétition
| Niveau         | Nombre d'équipes | Lieu     | Date                                  | Résultats          | Résultats      |
| Niveau         | Nombre d'équipes | Lieu     | Date                                  | Vainqueur / Promu  | Relégué        |
| -------------- | ---------------- | -------- | ------------------------------------- | ------------------ | -------------- |
| Division élite | 10               | Göteborg | du 26 décembre 2023 au 5 janvier 2024 | États-Unis         | Norvège        |
| Division IA    | 6                | Budapest | du 10 au 16 décembre 2023             | Kazakhstan         | Japon          |
| Division IB    | 6                | Bled     | du 11 au 17 décembre 2023             | Slovénie           | Croatie        |
| Division IIA   | 6                | Dumfries | du 11 au 17 décembre 2023             | Corée du Sud       | Espagne        |
| Division IIB   | 6                | Novi Sad | du 14 au 20 janvier 2024              | Roumanie           | Taipei chinois |
| Division IIIA  | 6                | Sofia    | du 22 au 28 janvier 2024              | Israël             | Kirghizistan   |
| Division IIIB  | 3                | Sarajevo | du 25 au 28 janvier 2024              | Bosnie-Herzégovine | Aucun          |

Le Championnat du monde junior de hockey sur glace est un ensemble de plusieurs tournois regroupant les nations en fonction de leur niveau. Les meilleures équipes disputent le titre dans la Division Élite.
Les 10 équipes de la Division Élite sont scindées en deux poules de 5 où elles disputent un tour préliminaire. Les 4 meilleures sont qualifiées pour les quarts de finale. Les derniers de chaque poule s'affrontent dans un match de relégation où le perdant est relégué en Division IA.
Pour les autres divisions qui comptent 6 équipes (sauf la Division IIIB qui en compte 3 et où il n'y a pas de relégation), les équipes s’affrontent entre elles dans une poule unique ; à l'issue de cette compétition, le premier est promu dans la division supérieure et le dernier est relégué dans la division inférieure.
Lors des phases de poule, les points sont attribués ainsi :
- victoire : 3 points ;
- victoire en prolongation ou aux tirs de fusillade : 2 points ;
- défaite en prolongation ou aux tirs de fusillade : 1 point ;
- défaite : 0 point.

## Division Élite

### Lieu de la compétition
| \| Göteborg \| Localisation de la ville de Göteborg dans le Sud de la Suède. |
| Göteborg                                                                     |

| Göteborg          |                  |
| Scandinavium      | Frölundaborg     |
|                   |                  |
| Capacité : 12 044 | Capacité : 6 044 |

### Équipes participantes
Les 4 premiers de chaque groupe sont qualifiés pour les quarts de finale tandis que les derniers de chaque groupe jouent un match de relégation dont le perdant descend en division IA.
Le classement mondial est indiqué entre parenthèses.
| Groupe A (au Scandinavium)  | Groupe B (au Frölundaborg)            |
| --------------------------- | ------------------------------------- |
| Canada (1), tenant du titre | Tchéquie (2)                          |
| Suède (4), pays hôte        | États-Unis (3)                        |
| Finlande (5)                | Slovaquie (6)                         |
| Allemagne (8)               | Suisse (7)                            |
| Lettonie (9)                | Norvège (11), promu de la division IA |

### Officiels
23 officiels ont été désignés pour cette compétition.
| Arbitres |
| --- |
| - Tobias Björk - Riku Brander - Daniel Eriksson - Micha Hebeisen - Killian Hinterdobler - Lukas Kohlmüller - Joonas Kova - Troy Murray - Jiří Ondráček - Mark Pearce - Jack Young - Marek Žák |

| Juges de ligne |
| --- |
| - Oto Durmis - Jérémy Faucher - Shane Gustafson - Tim Heffner - Daniel Konc - Anders Nyqvist - Lukáš Rampír - Simon Riecken - Davids Rozitis - Dominik Schlegel - Jussi Thomann |

### Tour préliminaire

#### Groupe A

##### Classement
| Clt   | Équipe    | PJ | V | VP | D | DP | BP | BC | Diff | Pts |
| ----- | --------- | -- | - | -- | - | -- | -- | -- | ---- | --- |
| +001, | Suède     | 4  | 3 | 0  | 0 | 1  | 17 | 5  | +12  | 10  |
| +002, | Canada    | 4  | 3 | 0  | 1 | 0  | 21 | 7  | +14  | 9   |
| +003, | Finlande  | 4  | 1 | 1  | 2 | 0  | 14 | 13 | +1   | 5   |
| +004, | Lettonie  | 4  | 1 | 0  | 3 | 0  | 6  | 22 | -16  | 3   |
| +005, | Allemagne | 4  | 1 | 0  | 3 | 0  | 9  | 20 | -11  | 3   |

- en gras, qualifié pour les quarts de finale
- en italique, joue le match de relégation

##### Matchs
| 26 décembre | Finlande | 2-5 (0-1, 1-1, 1-3) | Canada | Scandinavium 9 837 spectateurs |

| Feuille de match | Feuille de match                                                                           | Feuille de match            | Feuille de match | Feuille de match                                                                             |
| ---------------- | ------------------------------------------------------------------------------------------ | --------------------------- | --- | -------------------------------------------------------------------------------------------- |
|                  | - Kaskimäki (Kärki, Nyman) — 35 min 56 s (SN) - Lassila (Kärki, Pulkkinen) — 58 min 56 s - | 0-1 0-2 1-2 1-3 1-4 2-4 2-5 | Danielson (Lamoureux, Mateychuk) — 16 min 24 s Allard (Danielson) — 33 min 41 s - Celebrini — 46 min 28 s Poitras (Geekie) — 57 min 34 s (CV) - Lamoureux — 59 min 54 s (SN + CV) | Arbitrage : Tobias Björk et Daniel Eriksson Juges de lignes : Anders Nyqvist et Lukáš Rampir |
| Kokko            | Gardiens                                                                                   | Rousseau                    | | Arbitrage : Tobias Björk et Daniel Eriksson Juges de lignes : Anders Nyqvist et Lukáš Rampir |
| 4 min            | Pénalités                                                                                  | 12 min                      | | Arbitrage : Tobias Björk et Daniel Eriksson Juges de lignes : Anders Nyqvist et Lukáš Rampir |
| 26               | Tirs                                                                                       | 31                          | | Arbitrage : Tobias Björk et Daniel Eriksson Juges de lignes : Anders Nyqvist et Lukáš Rampir |

| 26 décembre | Suède | 6-0 (2-0, 2-0, 2-0) | Lettonie | Scandinavium 11 512 spectateurs |

| Feuille de match | Feuille de match | Feuille de match        | Feuille de match | Feuille de match                                                                             |
| ---------------- | --- | ----------------------- | ---------------- | -------------------------------------------------------------------------------------------- |
|                  | Anton Wahlberg (Sandin Pellikka, Östlund) — 10 min 2 s (SN) Bystedt (M. Havelid, Unger Sorum) — 17 min 21 s (SN) Lekkerimäki (Öhgren) — 32 min 45 s (SN) Bystedt (O. Pettersson, Forsfjall) — 34 min 30 s (JS) Unger Sorum (Lindstein, Stenberg) — 48 min 39 s Lekkerimäki (Lindstein) — 54 min 17 s | 1-0 2-0 3-0 4-0 5-0 6-0 |                  | Arbitrage : Lukas Kohlmüllmer et Troy Murray Juges de lignes : Oto Durmis et Shane Gustafson |
| H. Havelid       | Gardiens | Rolovs                  |                  | Arbitrage : Lukas Kohlmüllmer et Troy Murray Juges de lignes : Oto Durmis et Shane Gustafson |
| 29 min           | Pénalités | 10 min                  |                  | Arbitrage : Lukas Kohlmüllmer et Troy Murray Juges de lignes : Oto Durmis et Shane Gustafson |
| 35               | Tirs | 20                      |                  | Arbitrage : Lukas Kohlmüllmer et Troy Murray Juges de lignes : Oto Durmis et Shane Gustafson |

| 27 décembre | Finlande | 3-4 (1-1, 2-3, 0-0) | Allemagne | Scandinavium 5 077 spectateurs |

| Feuille de match | Feuille de match                                                                     | Feuille de match            | Feuille de match | Feuille de match                                                                        |
| ---------------- | ------------------------------------------------------------------------------------ | --------------------------- | --- | --------------------------------------------------------------------------------------- |
|                  | - Männistö (Bau) — 8 min 11 s Halttunen — 21 min 27 s - Bau (Hemming) — 23 min 5 s - | 0–1 1–1 2–1 2–2 3–2 3–3 3–4 | Oswald (Hördler) — 5 min 58 s - Hübner (Bicker) — 22 min 12 s - Kechter (Elias) — 33 min 7 s Oswald (Hauf, Hördler) — 34 min 38 s | Arbitrage : Micha Hebeisen et Jack Young Juges de lignes : Oto Durmis et Davids Rozitis |
| Kokko            | Gardiens                                                                             | Dietl                       | | Arbitrage : Micha Hebeisen et Jack Young Juges de lignes : Oto Durmis et Davids Rozitis |
| 8 min            | Pénalités                                                                            | 8 min                       | | Arbitrage : Micha Hebeisen et Jack Young Juges de lignes : Oto Durmis et Davids Rozitis |
| 43               | Tirs                                                                                 | 28                          | | Arbitrage : Micha Hebeisen et Jack Young Juges de lignes : Oto Durmis et Davids Rozitis |

| 27 décembre | Lettonie | 0-10 (0-2, 0-3, 0-5) | Canada | Scandinavium 6 321 spectateurs |

| Feuille de match                           | Feuille de match | Feuille de match                         | Feuille de match | Feuille de match                                                                            |
| ------------------------------------------ | ---------------- | ---------------------------------------- | --- | ------------------------------------------------------------------------------------------- |
|                                            |                  | 0-1 0-2 0-3 0-4 0-5 0-6 0-7 0-8 0-9 0-10 | Geekie (Mateychuk, Celebrini) — 5 min 19 s (SN) Yager (Celebrini, Lamoureux) — 7 min 11 s Allard (Wood, Bonk) — 21 min 17 s (SN) Rehkopf (Celebrini) — 24 min 46 s Celebrini (Wood, Mateychuk) — 30 min 56 s Minten (Nelson) — 42 min 14 s Wood — 43 min 51 s Geekie (Minten, Savoie) — 45 min 43 s Rehkopf (Celebrini, Dumais) — 46 min 18 s Poitras (Yager, Nelson) — 50 min 57 s | Arbitrage : Riku Brander et Jiří Ondráček Juges de lignes : Daniel Konc et Dominik Schlegel |
| Feldbergs (43 min 51 s) Ozols (16 min 9 s) | Gardiens         | Rousseau                                 | | Arbitrage : Riku Brander et Jiří Ondráček Juges de lignes : Daniel Konc et Dominik Schlegel |
| 10 min                                     | Pénalités        | 6 min                                    | | Arbitrage : Riku Brander et Jiří Ondráček Juges de lignes : Daniel Konc et Dominik Schlegel |
| 22                                         | Tirs             | 41                                       | | Arbitrage : Riku Brander et Jiří Ondráček Juges de lignes : Daniel Konc et Dominik Schlegel |

| 28 décembre | Allemagne | 0-5 (0-1, 0-1, 0-3) | Suède | Scandinavium 11 512 spectateurs |

| Feuille de match | Feuille de match | Feuille de match    | Feuille de match | Feuille de match                                                                        |
| ---------------- | ---------------- | ------------------- | --- | --------------------------------------------------------------------------------------- |
|                  |                  | 0–1 0–2 0–3 0–4 0–5 | Stenberg (Edstrom) — 15 min 48 s M. Hävelid (Bystedt, Lindstein) — 38 min 36 s Stenberg (Unger Sörum, M. Hävelid) — 46 min 16 s (SN) Stenberg (Edstrom, Unger Sörum) — 49 min 2 s Östlund (Lekkerimäki) — 54 min 33 s | Arbitrage : Riku Brander et Marek Zak Juges de lignes : Jeremy Faucher et Simon Riecken |
| Bittner          | Gardiens         | Thelin              | | Arbitrage : Riku Brander et Marek Zak Juges de lignes : Jeremy Faucher et Simon Riecken |
| 6 min            | Pénalités        | 4 min               | | Arbitrage : Riku Brander et Marek Zak Juges de lignes : Jeremy Faucher et Simon Riecken |
| 15               | Tirs             | 41                  | | Arbitrage : Riku Brander et Marek Zak Juges de lignes : Jeremy Faucher et Simon Riecken |

| 29 décembre | Lettonie | 0-4 (0-2, 0-1, 0-1) | Finlande | Scandinavium 6 433 spectateurs |

| Feuille de match | Feuille de match | Feuille de match | Feuille de match | Feuille de match                                                                                      |
| ---------------- | ---------------- | ---------------- | --- | --- |
|                  |                  | 0–1 0–2 0–3 0–4  | Lassila (Halttunen, Kulonummi) — 14 min 15 s (SN) Pulkkinen (Hämeenaho, Lassila) — 15 min 13 s Haltunen (Lassila, Nyman) — 28 min 59 s (SN) Keskinen (Lassila, Henning) — 40 min 47 s (SN) | Arbitrage : Killian Hinterdobler et Lukas Kohlmüller Juges de lignes : Jérémy Faucher et Lukáš Rampir |
| Rolovs           | Gardiens         | Vali             | | Arbitrage : Killian Hinterdobler et Lukas Kohlmüller Juges de lignes : Jérémy Faucher et Lukáš Rampir |
| 12 min           | Pénalités        | 12 min           | | Arbitrage : Killian Hinterdobler et Lukas Kohlmüller Juges de lignes : Jérémy Faucher et Lukáš Rampir |
| 23               | Tirs             | 43               | | Arbitrage : Killian Hinterdobler et Lukas Kohlmüller Juges de lignes : Jérémy Faucher et Lukáš Rampir |

| 29 décembre | Canada | 0-2 (0-0, 0-2, 0-0) | Suède | Scandinavium 11 512 spectateurs |

| Feuille de match | Feuille de match | Feuille de match | Feuille de match                                                                             | Feuille de match                                                                       |
| ---------------- | ---------------- | ---------------- | -------------------------------------------------------------------------------------------- | -------------------------------------------------------------------------------------- |
|                  |                  | 0-1 0-2          | Willander (Lindstein, Stenberg) — 21 min 53 s Östlund (Lekkerimäki, Lindstein) — 30 min 39 s | Arbitrage : Tobias Björk et Mark Pearce Juges de lignes : Tim Heffner et Jussi Thomann |
| Rousseau         | Gardiens         | H. Hävelid       |                                                                                              | Arbitrage : Tobias Björk et Mark Pearce Juges de lignes : Tim Heffner et Jussi Thomann |
| 8 min            | Pénalités        | 4 min            |                                                                                              | Arbitrage : Tobias Björk et Mark Pearce Juges de lignes : Tim Heffner et Jussi Thomann |
| 21               | Tirs             | 24               |                                                                                              | Arbitrage : Tobias Björk et Mark Pearce Juges de lignes : Tim Heffner et Jussi Thomann |

| 30 décembre | Allemagne | 2-6 (0-3, 1-2, 1-1) | Lettonie | Scandinavium 2 652 spectateurs |

| Feuille de match                         | Feuille de match                                                           | Feuille de match                | Feuille de match | Feuille de match                                                                         |
| ---------------------------------------- | -------------------------------------------------------------------------- | ------------------------------- | --- | ---------------------------------------------------------------------------------------- |
|                                          | - Schindler (Nieleck) — 26 min 30 s - Panocha (Sumpf, Bicker) — 53 min 4 s | 0–1 0–2 0–3 1–3 1–4 1–5 1–6 2–6 | Mateiko (Uljanskis, Mots) — 2 min 45 s Bukarts (Bulāns, Rullers) — 9 min 6 s (SN) Bulāns — 13 min 23 s - Dārziņš (Ločmelis, Vilmanis) — 26 min 30 s Vilmanis (Ločmelis, Bukarts) — 37 min 44 s (SN) Vilmanis (Ločmelis) — 46 min 34 s - | Arbitrage : Riku Brander et Jack Young Juges de lignes : Anders Nyqvist et Simon Riecken |
| Dietl (46 min 34 s) Bittner (13 min 8 s) | Gardiens                                                                   | Rolovs                          | | Arbitrage : Riku Brander et Jack Young Juges de lignes : Anders Nyqvist et Simon Riecken |
| 35 min                                   | Pénalités                                                                  | 8 min                           | | Arbitrage : Riku Brander et Jack Young Juges de lignes : Anders Nyqvist et Simon Riecken |
| 23                                       | Tirs                                                                       | 28                              | | Arbitrage : Riku Brander et Jack Young Juges de lignes : Anders Nyqvist et Simon Riecken |

| 31 décembre | Suède | 4-5 (TB) (0-2, 4-1, 0-1, 0-0, 0-1) | Finlande | Scandinavium 11 512 spectateurs |

| Feuille de match | Feuille de match | Feuille de match                    | Feuille de match | Feuille de match                                                                            |
| ---------------- | --- | ----------------------------------- | --- | ------------------------------------------------------------------------------------------- |
|                  | - Born (Östlund, Willander) — 23 min 24 s Lekkerimäki (Östlund, Sandin Pellikka) — 26 min 38 s (SN) - Lindstein (Unger Sörum, Stenberg) — 28 min 59 s Bystedt (Unger Sörum, M. Hävelid) — 34 min 53 s (SN) - | 0–1 0–2 1–2 2–2 2–3 3–3 4–3 4–4 4-5 | Männistö (Halttunen, Keskinen) — 12 min 25 s Hämeenaho (Naukkarinen) — 18 min 21 s - Halttunen (Keskinen, Kulonummi) — 27 min 15 s (SN) - Nyman (Hämeenaho, Halttunen) — 58 min 28 s (JS) Nyman — 65 min (TB) | Arbitrage : Micha Hebeisen et Troy Murray Juges de lignes : Daniel Konc et Dominik Schlegel |
| Thelin           | Gardiens | Vali                                | | Arbitrage : Micha Hebeisen et Troy Murray Juges de lignes : Daniel Konc et Dominik Schlegel |
| 6 min            | Pénalités | 8 min                               | | Arbitrage : Micha Hebeisen et Troy Murray Juges de lignes : Daniel Konc et Dominik Schlegel |
| 33               | Tirs | 30                                  | | Arbitrage : Micha Hebeisen et Troy Murray Juges de lignes : Daniel Konc et Dominik Schlegel |

| 31 décembre | Canada | 6-3 (2-1, 0-1, 4-1) | Allemagne | Scandinavium 7 327 spectateurs |

| Feuille de match | Feuille de match | Feuille de match                    | Feuille de match | Feuille de match                                                                        |
| ---------------- | --- | ----------------------------------- | --- | --------------------------------------------------------------------------------------- |
|                  | - Celebrini (Nelson, Bonk) — 6 min 20 s Yager (Danielson, Minten) — 14 min 37 s (SN) - Beck (Rehkopf) — 41 min 40 s - Dumais (Poitras, Rehkopf) — 48 min 32 s (SN) Celebrini (Yager, Bonk) — 56 min 2 s Cowan (Allard, Mateychuk) — 57 min 16 s (CV) | 0–1 1–1 2–1 2–2 3–2 3–3 4–3 5–3 6–3 | Lutz (Sinn) — 2 min 57 s (SN) - Kechter (Weber, Lutz) — 21 min 49 s (SN) - Sumpf (Rollinger, Weber) — 47 min 32 s (SN) - | Arbitrage : Joonas Kova et Marek Zak Juges de lignes : Shane Gustafson et Jussi Thomann |
| Rousseau         | Gardiens | Bittner                             | | Arbitrage : Joonas Kova et Marek Zak Juges de lignes : Shane Gustafson et Jussi Thomann |
| 33 min           | Pénalités | 10 min                              | | Arbitrage : Joonas Kova et Marek Zak Juges de lignes : Shane Gustafson et Jussi Thomann |
| 35               | Tirs | 20                                  | | Arbitrage : Joonas Kova et Marek Zak Juges de lignes : Shane Gustafson et Jussi Thomann |

#### Groupe B

##### Classement
| Clt   | Équipe     | PJ | V | VP | D | DP | BP | BC | Diff | Pts |
| ----- | ---------- | -- | - | -- | - | -- | -- | -- | ---- | --- |
| +001, | États-Unis | 4  | 3 | 1  | 0 | 0  | 29 | 9  | +20  | 11  |
| +002, | Slovaquie  | 4  | 3 | 0  | 1 | 0  | 19 | 16 | +3   | 9   |
| +003, | Tchéquie   | 4  | 2 | 0  | 1 | 1  | 17 | 13 | +4   | 7   |
| +004, | Suisse     | 4  | 1 | 0  | 3 | 0  | 11 | 20 | -9   | 3   |
| +005, | Norvège    | 4  | 0 | 0  | 4 | 0  | 8  | 26 | -18  | 0   |

- en gras, qualifié pour les quarts de finale
- en italique, joue le match de relégation

##### Matchs
| 26 décembre | Slovaquie | 6-2 (0-1, 2-0, 4-1) | Tchéquie | Frölundaborg 984 spectateurs |

| Feuille de match | Feuille de match | Feuille de match                | Feuille de match                                                        | Feuille de match                                                                           |
| ---------------- | --- | ------------------------------- | ----------------------------------------------------------------------- | ------------------------------------------------------------------------------------------ |
|                  | - Petrovský (Mešár, Kmec) — 22 min (SN) Repčík (Sýkora) — 38 min 34 s Honzek (Mišiak, Petrovský) — 41 min 22 s Žabka (Štrbák) — 44 min 15 s (IN) Petrovský (Mešár) — 45 min 22 s - Štrbák (Pekarčík, Honzek) — 51 min 55 s | 0–1 1–1 2–1 3–1 4–1 5–1 5–2 6–2 | Rymon (Becher, Melovský) — 1 min 1 s - Šapovaliv (Šalé) — 51 min 25 s - | Arbitrage : Joonas Kova et Mark Pearce Juges de lignes : Dominik Schlegel et Jussi Thomann |
| Gajan            | Gardiens | Hrabal                          |                                                                         | Arbitrage : Joonas Kova et Mark Pearce Juges de lignes : Dominik Schlegel et Jussi Thomann |
| 10 min           | Pénalités | 16 min                          |                                                                         | Arbitrage : Joonas Kova et Mark Pearce Juges de lignes : Dominik Schlegel et Jussi Thomann |
| 34               | Tirs | 29                              |                                                                         | Arbitrage : Joonas Kova et Mark Pearce Juges de lignes : Dominik Schlegel et Jussi Thomann |

| 26 décembre | États-Unis | 4-1 (0-0, 3-0, 1-1) | Norvège | Frölundaborg 1 377 spectateurs |

| Feuille de match | Feuille de match | Feuille de match | Feuille de match                  | Feuille de match                                                                            |
| ---------------- | --- | ---------------- | --------------------------------- | ------------------------------------------------------------------------------------------- |
|                  | Snuggerud (Casey, Fortescue) — 29 min 59 s Brindley (Perreault, Leonard) — 34 min (SN) Brindley (Nazar) — 36 min 33 s - Howard (Gauthier, Hutson) — 44 min 43 s (SN) | 1-0 2-0 3-1 4-1  | - Vesterheim — 44 min 18 s (IN) - | Arbitrage : Micha Hebeisen et Jiří Ondráček Juges de lignes : Jérémy Faucher et Daniel Konc |
| Augustine        | Gardiens | Stensrud         |                                   | Arbitrage : Micha Hebeisen et Jiří Ondráček Juges de lignes : Jérémy Faucher et Daniel Konc |
| 10 min           | Pénalités | 12 min           |                                   | Arbitrage : Micha Hebeisen et Jiří Ondráček Juges de lignes : Jérémy Faucher et Daniel Konc |
| 44               | Tirs | 23               |                                   | Arbitrage : Micha Hebeisen et Jiří Ondráček Juges de lignes : Jérémy Faucher et Daniel Konc |

| 27 décembre | Slovaquie | 3-0 (1-0, 0-0, 2-0) | Suisse | Frölundaborg 986 spectateurs |

| Feuille de match | Feuille de match                                                                                         | Feuille de match | Feuille de match | Feuille de match                                                                                   |
| ---------------- | --- | ---------------- | ---------------- | -------------------------------------------------------------------------------------------------- |
|                  | Honzek (Repčik) — 8 min 33 s Repčik (Mešár, Štrbák) — 58 min 19 s (CV) Petrovský — 59 min 12 s (IN + CV) | 1-0 2-0 3-0      |                  | Arbitrage : Daniel Eriksson et Killian Hinterdobler Juges de lignes : Tim Heffner et Simon Riecken |
| Gajan            | Gardiens                                                                                                 | Beglieri         |                  | Arbitrage : Daniel Eriksson et Killian Hinterdobler Juges de lignes : Tim Heffner et Simon Riecken |
| 10 min           | Pénalités                                                                                                | 2 min            |                  | Arbitrage : Daniel Eriksson et Killian Hinterdobler Juges de lignes : Tim Heffner et Simon Riecken |
| 20               | Tirs | 36               |                  | Arbitrage : Daniel Eriksson et Killian Hinterdobler Juges de lignes : Tim Heffner et Simon Riecken |

| 27 décembre | Norvège | 1-8 (0-2, 1-3, 0-3) | Tchéquie | Frölundaborg 1 258 spectateurs |

| Feuille de match | Feuille de match                              | Feuille de match                    | Feuille de match | Feuille de match                                                                             |
| ---------------- | --------------------------------------------- | ----------------------------------- | --- | -------------------------------------------------------------------------------------------- |
|                  | - Løkkeberg (Haugen, Granath) — 21 min 15 s - | 0–1 0–2 1–2 1–3 1–4 1–5 1–6 1–7 1–8 | Kulich (Prčík, Šapovaliv) — 10 min 30 s Kulich (Melovský, Hamara) — 17 min 46 s (SN) - Čech (Becher) — 31 min 15 s Šalé — 31 min 52 s Šalé (Melovský, Sapoušek) — 38 min 46 s Šapovaliv (Melovský, Kulich) — 48 min 49 s (SN) Šalé (Bareš, Rymon) — 53 min 16 s (SN) Kulich (Hamara, Štancl) — 55 min 15 s | Arbitrage : Lukas Kohlmüller et Mark Zak Juges de lignes : Shane Gustafson et Anders Nyqvist |
| Stensrud         | Gardiens                                      | Hrabal                              | | Arbitrage : Lukas Kohlmüller et Mark Zak Juges de lignes : Shane Gustafson et Anders Nyqvist |
| 12 min           | Pénalités                                     | 8 min                               | | Arbitrage : Lukas Kohlmüller et Mark Zak Juges de lignes : Shane Gustafson et Anders Nyqvist |
| 21               | Tirs                                          | 40                                  | | Arbitrage : Lukas Kohlmüller et Mark Zak Juges de lignes : Shane Gustafson et Anders Nyqvist |

| 28 décembre | Suisse | 3-11 (1-5, 0-4, 2-2) | États-Unis | Frölundaborg 1 458 spectateurs |

| Feuille de match                        | Feuille de match | Feuille de match                                           | Feuille de match | Feuille de match                                                                       |
| --------------------------------------- | --- | ---------------------------------------------------------- | --- | -------------------------------------------------------------------------------------- |
|                                         | - Weber (Füllemann, Reinhard) — 9 min 17 s - Christe (Füllemann, Weber) — 41 min 18 s - Schild (Muggli, Taibel) — 49 min 30 s - | 0–1 0–2 0–3 1–3 1–4 1–5 1–6 1–7 1–8 1–9 2–9 2–10 3–10 3–11 | Smith (Buium, Perreault) — 1 min 20 s Snuggerud — 3 min 21 s Snuggerud (Gauthier) — 8 min 11 s - Snuggerud (Gauthier, McGroarty) — 12 min 36 s Buium (Gauthier, Snuggerud) — 18 min 29 s Brindley (Nazar) — 25 min 6 s Leonard (Brindley, Casey) — 29 min 33 s (SN) Brindley (Nazar, Howard) — 30 min 4 s Howard (Hayes) — 34 min 55 s - Finley (Nazar) — 47 min 9 s - Pohlkamp (Nazar, Finley) — 54 min 28 s (SN) | Arbitrage : Joonas Kova et Mark Pearce Juges de lignes : Lukáš Rampir et Jussi Thomann |
| Grüter (12 min 36 s) Huet (47 min 24 s) | Gardiens | Fowler                                                     | | Arbitrage : Joonas Kova et Mark Pearce Juges de lignes : Lukáš Rampir et Jussi Thomann |
| 8 min                                   | Pénalités | 4 min                                                      | | Arbitrage : Joonas Kova et Mark Pearce Juges de lignes : Lukáš Rampir et Jussi Thomann |
| 24                                      | Tirs | 40                                                         | | Arbitrage : Joonas Kova et Mark Pearce Juges de lignes : Lukáš Rampir et Jussi Thomann |

| 29 décembre | Norvège | 4-8 (1-2, 0-5, 3-1) | Slovaquie | Frölundaborg 1 985 spectateurs |

| Feuille de match                             | Feuille de match | Feuille de match                                | Feuille de match | Feuille de match                                                                               |
| -------------------------------------------- | --- | ----------------------------------------------- | --- | ---------------------------------------------------------------------------------------------- |
|                                              | Brandsegg-Nygård — 3 min 8 s - Solberg (Johnsen, Wold) — 48 min 34 s - Vesterheim (Brandsegg-Nygård, Steen) — 54 min 22 s (JS) Brandsegg-Nygård (Vesterheim, Koch) — 54 min 57 s (SN) | 1–0 1–1 1–2 1–3 1–4 1–5 1–6 1–7 2–7 2–8 3–8 4–8 | - Honzek (Petrovský, Mišiak) — 13 min 35 s (SN) Pekarčík (Dvorský, Čiernik) — 14 min 2 s Dvorský (Repčík, Mešár) — 23 min 43 s (SN) Petrovský (Štrbák, Mešár) — 26 min 3 s Petrovský (Sýkora, Štrbák) — 27 min 10 s Repčík (Dvorský, Štrbák) — 32 min 30 s (SN) Radivojevič (Mišiak, Petrovský) — 34 min 8 s (SN) - Dvorský (Mešár, Kmec) — 53 min 40 s - | Arbitrage : Jiří Ondráček et Jack Young Juges de lignes : Shane Gustafson et Dominik Schliegel |
| Aarsund (27 min 10 s) Lundberg (35 min 50 s) | Gardiens | Gajan                                           | | Arbitrage : Jiří Ondráček et Jack Young Juges de lignes : Shane Gustafson et Dominik Schliegel |
| 24 min                                       | Pénalités | 14 min                                          | | Arbitrage : Jiří Ondráček et Jack Young Juges de lignes : Shane Gustafson et Dominik Schliegel |
| 26                                           | Tirs | 35                                              | | Arbitrage : Jiří Ondráček et Jack Young Juges de lignes : Shane Gustafson et Dominik Schliegel |

| 29 décembre | Tchéquie | 3-4 (TB) (1-1, 2-2, 0-0, 0-0, 0-1) | États-Unis | Frölundaborg 2 544 spectateurs |

| Feuille de match | Feuille de match                                                                             | Feuille de match            | Feuille de match | Feuille de match                                                                       |
| ---------------- | -------------------------------------------------------------------------------------------- | --------------------------- | --- | -------------------------------------------------------------------------------------- |
|                  | - Štancl (Rymon) — 15 min 40 s Bareš (Prčík) — 26 min 23 s - Sapousek (Šalé) — 31 min 47 s - | 0–1 1–1 2–1 2–2 3–2 3–3 3-4 | Howard (Nazar, Pohlkamp) — 1 min 12 s - Smith (Leonard, Perreault) — 28 min 4 s - Chesley (Hutson) — 34 min 11 s Howard — 65 min (TB) | Arbitrage : Joonas Kova et Troy Murray Juges de lignes : Daniel Konc et Davids Rozitis |
| Hrabal           | Gardiens                                                                                     | Fowler                      | | Arbitrage : Joonas Kova et Troy Murray Juges de lignes : Daniel Konc et Davids Rozitis |
| 6 min            | Pénalités                                                                                    | 4 min                       | | Arbitrage : Joonas Kova et Troy Murray Juges de lignes : Daniel Konc et Davids Rozitis |
| 23               | Tirs                                                                                         | 34                          | | Arbitrage : Joonas Kova et Troy Murray Juges de lignes : Daniel Konc et Davids Rozitis |

| 30 décembre | Suisse | 6-2 (1-2, 4-0, 1-0) | Norvège | Frölundaborg 1 009 spectateurs |

| Feuille de match | Feuille de match | Feuille de match                | Feuille de match                                                          | Feuille de match                                                                              |
| ---------------- | --- | ------------------------------- | ------------------------------------------------------------------------- | --------------------------------------------------------------------------------------------- |
|                  | S. Meier (Gredig, Ustinkov) — 6 min 5 s - Braillard (Ustinkov, Reinhard) — 25 min 49 s (SN) Taibel (Müller, Terraneo) — 30 min 16 s Dionicio (Taibel, Weber) — 31 min 53 s (SN) Schild (Taibel, Müller) — 38 min 52 s Dionicio (Terraneo, Taibel) — 45 min 12 s | 1–0 1–1 1–2 2–2 3–2 4–2 5–2 6–2 | - Johnsen (Magnussen) — 17 min 16 s (SN) Dalen (Bakkevig) — 18 min 10 s - | Arbitrage : Killian Hinterdobler et Jiří Ondráček Juges de lignes : Oto Durmis et Tim Heffner |
| Beglieri         | Gardiens | Stensrud                        |                                                                           | Arbitrage : Killian Hinterdobler et Jiří Ondráček Juges de lignes : Oto Durmis et Tim Heffner |
| 31 min           | Pénalités | 35 min                          |                                                                           | Arbitrage : Killian Hinterdobler et Jiří Ondráček Juges de lignes : Oto Durmis et Tim Heffner |
| 34               | Tirs | 21                              |                                                                           | Arbitrage : Killian Hinterdobler et Jiří Ondráček Juges de lignes : Oto Durmis et Tim Heffner |

| 31 décembre | États-Unis | 10-2 (2-1, 3-1, 5-0) | Slovaquie | Frölundaborg 1 458 spectateurs |

| Feuille de match | Feuille de match | Feuille de match                                 | Feuille de match                                                             | Feuille de match                                                                            |
| ---------------- | --- | ------------------------------------------------ | ---------------------------------------------------------------------------- | ------------------------------------------------------------------------------------------- |
|                  | McGroarty (Moore, Chesley) — 6 min 21 s - Buium (Hayes, Rinzel) — 10 min 13 s (IN) Brindley (Hutson, Chesley) — 20 min 29 s - Leonard (Smith, Buium) — 38 min 20 s McGroarty (Fortescue, Gauthier) — 38 min 54 s McGroarty (Gauthier) — 44 min 6 s Howard (Nelson, Brindley) — 45 min 49 s Brindley (Pohlkamp) — 49 min 15 s Gauthier (Nazar, Hutson) — 51 min (SN) Howard (Nazar, Hutson) — 52 min 42 s | 1–0 1–1 2–1 3–1 3–2 4–2 5–2 6–2 7–2 8–2 9–2 10–2 | - Moško (Repčík) — 8 min 57 s - Mešár (Petrovský, Kmec) — 37 min 50 s (SN) - | Arbitrage : Daniel Eriksson et Mark Pearce Juges de lignes : Anders Nyqvist et Lukáš Rampir |
| Augustine        | Gardiens | Urban (45 min 49 s) Eliaš (14 min 11 s)          |                                                                              | Arbitrage : Daniel Eriksson et Mark Pearce Juges de lignes : Anders Nyqvist et Lukáš Rampir |
| 29 min           | Pénalités | 6 min                                            |                                                                              | Arbitrage : Daniel Eriksson et Mark Pearce Juges de lignes : Anders Nyqvist et Lukáš Rampir |
| 44               | Tirs | 40                                               |                                                                              | Arbitrage : Daniel Eriksson et Mark Pearce Juges de lignes : Anders Nyqvist et Lukáš Rampir |

| 31 décembre | Tchéquie | 4-2 (1-0, 1-2, 2-0) | Suisse | Frölundaborg 1 592 spectateurs |

| Feuille de match | Feuille de match | Feuille de match        | Feuille de match                                                                   | Feuille de match                                                                                |
| ---------------- | --- | ----------------------- | ---------------------------------------------------------------------------------- | ----------------------------------------------------------------------------------------------- |
|                  | Šapovaliv (Melovský, Hamara) — 12 min 4 s (SN) Sapoušek (Becher, Kulich) — 30 min 5 s (JS) - Kulich (Galvas, Melovský) — 52 min 47 s Hamara (Becher) — 55 min 18 s | 1–0 2–0 2–1 2–2 3–2 4–2 | - S. Meier (Dionicio, Terraneo) — 34 min 26 s Rod (Weber, Dionicio) — 39 min 3 s - | Arbitrage : Tobias Björk et Lukas Kohlmüller Juges de lignes : Jérémy Faucher et Davids Rozitis |
| Hrabal           | Gardiens | Beglieri                |                                                                                    | Arbitrage : Tobias Björk et Lukas Kohlmüller Juges de lignes : Jérémy Faucher et Davids Rozitis |
| 4 min            | Pénalités | 2 min                   |                                                                                    | Arbitrage : Tobias Björk et Lukas Kohlmüller Juges de lignes : Jérémy Faucher et Davids Rozitis |
| 35               | Tirs | 19                      |                                                                                    | Arbitrage : Tobias Björk et Lukas Kohlmüller Juges de lignes : Jérémy Faucher et Davids Rozitis |

### Match de relégation
Le gagnant du match est maintenu dans la division élite tandis que le perdant est relégué en Division IA.
| 4 janvier | Allemagne | 5-4 (pr) (1-1, 1-1, 2-2, 1-0) | Norvège | Scandinavium 2 237 spectateurs |

| Feuille de match | Feuille de match | Feuille de match                    | Feuille de match | Feuille de match                                                                      |
| ---------------- | --- | ----------------------------------- | --- | ------------------------------------------------------------------------------------- |
|                  | Bicker (Sumpf, Weber) — 9 min 40 s - Oswald (Hördler, Sinn) — 28 min 59 s - Sinn (Rollinger, Bicker) — 49 min 58 s Hübner (Oswald) — 50 min 46 s - Elias (Sinn, Oswald) — 60 min 58 s | 1–0 1–1 2–1 2–2 3–2 4–2 4–3 4–4 5–4 | - Steen (Brandsegg-Nygård, Vesteheim) — 16 min 10 s - Bakke Olsen (Johnsen, Wold) — 34 min 43 s - Brandsegg-Nygård (Steen, Vesterheim) — 54 min 19 s (SN) Bakke Olsen (Johnsen, Koch) — 56 min 6 s - | Arbitrage : Troy Murray et Marek Zak Juges de lignes : Anders Nyqvist et Lukáš Rampir |
| Bittner          | Gardiens | Stensrud                            | | Arbitrage : Troy Murray et Marek Zak Juges de lignes : Anders Nyqvist et Lukáš Rampir |
| 4 min            | Pénalités | 4 min                               | | Arbitrage : Troy Murray et Marek Zak Juges de lignes : Anders Nyqvist et Lukáš Rampir |
| 27               | Tirs | 28                                  | | Arbitrage : Troy Murray et Marek Zak Juges de lignes : Anders Nyqvist et Lukáš Rampir |

### Tour final
Les équipes gagnantes seront réaffectées pour les demi-finales selon le classement suivant :
1. position dans le groupe ;
2. plus grand nombre de points ;
3. meilleure différence de buts ;
4. plus grand nombre de buts marqués ;
5. meilleur classement lors du précèdent championnat du monde.

| # | Équipe     | Gr | Pos. | Pts | Diff | BM | IIFH |
| - | ---------- | -- | ---- | --- | ---- | -- | ---- |
| 1 | États-Unis | B  | 1    | 11  | +20  | 29 | 3    |
| 2 | Suède      | A  | 1    | 10  | +12  | 17 | 4    |
| 3 | Canada     | A  | 2    | 9   | +14  | 21 | 1    |
| 4 | Slovaquie  | B  | 2    | 9   | +3   | 19 | 6    |
| 5 | Tchéquie   | B  | 3    | 7   | +4   | 17 | 2    |
| 6 | Finlande   | A  | 3    | 5   | +1   | 14 | 5    |
| 7 | Suisse     | B  | 4    | 3   | -9   | 11 | 7    |
| 8 | Lettonie   | A  | 4    | 3   | -16  | 6  | 9    |

- équipes qualifiées en demi-finale

#### Tableau
Légende
- Pr : prolongations
- F : fusillade

|  | Quarts de finale        | Quarts de finale        | Quarts de finale        | Quarts de finale        |            |            | Demi-finales            | Demi-finales            | Demi-finales                  | Demi-finales                  |                               |                               | Finale                  | Finale                  | Finale                  | Finale                  |
|  |                         |                         |                         |                         |            |            |                         |                         |                               |                               |                               |                               |                         |                         |                         |                         |
|  | 2 janvier, Frölundaborg | 2 janvier, Frölundaborg | 2 janvier, Frölundaborg | 2 janvier, Frölundaborg |            |            | 4 janvier, Scandinavium | 4 janvier, Scandinavium | 4 janvier, Scandinavium       | 4 janvier, Scandinavium       |                               |                               | 5 janvier, Scandinavium | 5 janvier, Scandinavium | 5 janvier, Scandinavium | 5 janvier, Scandinavium |
|  | 2 janvier, Frölundaborg | 2 janvier, Frölundaborg | 2 janvier, Frölundaborg | 2 janvier, Frölundaborg |            |            | 4 janvier, Scandinavium | 4 janvier, Scandinavium | 4 janvier, Scandinavium       | 4 janvier, Scandinavium       |                               |                               | 5 janvier, Scandinavium | 5 janvier, Scandinavium | 5 janvier, Scandinavium | 5 janvier, Scandinavium |
|  | B1                      | États-Unis              | 7                       | 7                       |            |            | 4 janvier, Scandinavium | 4 janvier, Scandinavium | 4 janvier, Scandinavium       | 4 janvier, Scandinavium       |                               |                               | 5 janvier, Scandinavium | 5 janvier, Scandinavium | 5 janvier, Scandinavium | 5 janvier, Scandinavium |
|  | B1                      | États-Unis              | 7                       | 7                       |            |            | 4 janvier, Scandinavium | 4 janvier, Scandinavium | 4 janvier, Scandinavium       | 4 janvier, Scandinavium       |                               |                               | 5 janvier, Scandinavium | 5 janvier, Scandinavium | 5 janvier, Scandinavium | 5 janvier, Scandinavium |
|  | A4                      | Lettonie                | 2                       | 2                       |            |            | 4 janvier, Scandinavium | 4 janvier, Scandinavium | 4 janvier, Scandinavium       | 4 janvier, Scandinavium       |                               |                               | 5 janvier, Scandinavium | 5 janvier, Scandinavium | 5 janvier, Scandinavium | 5 janvier, Scandinavium |
|  | A4                      | Lettonie                | 2                       | 2                       | 1          | États-Unis | 3                       | 3                       |                               |                               |                               |                               | 5 janvier, Scandinavium | 5 janvier, Scandinavium | 5 janvier, Scandinavium | 5 janvier, Scandinavium |
|  | 2 janvier, Frölundaborg |                         |                         |                         | 1          | États-Unis | 3                       | 3                       |                               |                               |                               |                               | 5 janvier, Scandinavium | 5 janvier, Scandinavium | 5 janvier, Scandinavium | 5 janvier, Scandinavium |
|  |                         |                         | 6                       | Finlande                | 2          | 2          |                         |                         |                               |                               |                               |                               | 5 janvier, Scandinavium | 5 janvier, Scandinavium | 5 janvier, Scandinavium | 5 janvier, Scandinavium |
|  | B2                      | Slovaquie               | 6                       | Finlande                | 2          | 2          | 3                       | 3                       |                               |                               |                               |                               | 5 janvier, Scandinavium | 5 janvier, Scandinavium | 5 janvier, Scandinavium | 5 janvier, Scandinavium |
|  | B2                      | Slovaquie               | 4 janvier, Scandinavium |                         |            |            | 3                       | 3                       |                               |                               |                               |                               | 5 janvier, Scandinavium | 5 janvier, Scandinavium | 5 janvier, Scandinavium | 5 janvier, Scandinavium |
|  | A3                      | Finlande                | 4 Pr                    | 4 Pr                    |            |            |                         |                         |                               |                               |                               |                               | 5 janvier, Scandinavium | 5 janvier, Scandinavium | 5 janvier, Scandinavium | 5 janvier, Scandinavium |
|  | A3                      | Finlande                | 4 Pr                    | 4 Pr                    | États-Unis | États-Unis | 6                       | 6                       |                               |                               |                               |                               |                         |                         |                         |                         |
|  | 2 janvier, Scandinavium |                         |                         |                         | États-Unis | États-Unis | 6                       | 6                       |                               |                               |                               |                               |                         |                         |                         |                         |
|  |                         |                         | Suède                   | Suède                   | 2          | 2          |                         |                         |                               |                               |                               |                               |                         |                         |                         |                         |
|  | A1                      | Suède                   | Suède                   | Suède                   | 2          | 2          | 3 Pr                    | 3 Pr                    |                               |                               |                               |                               |                         |                         |                         |                         |
|  | A1                      | Suède                   |                         |                         |            |            |                         |                         |                               |                               |                               |                               |                         |                         |                         |                         |
|  | B4                      | Suisse                  | 2                       | 2                       |            |            |                         |                         |                               |                               |                               |                               |                         |                         |                         |                         |
|  | B4                      | Suisse                  | 2                       | 2                       | 2          | Suède      | 5                       | 5                       | Match pour la troisième place | Match pour la troisième place | Match pour la troisième place | Match pour la troisième place |                         |                         |                         |                         |
|  | 2 janvier, Scandinavium |                         |                         |                         | 2          | Suède      | 5                       | 5                       | Match pour la troisième place | Match pour la troisième place | Match pour la troisième place | Match pour la troisième place |                         |                         |                         |                         |
|  |                         |                         | 5                       | Tchéquie                | 2          | 2          |                         |                         | 5 janvier, Scandinavium       | 5 janvier, Scandinavium       | 5 janvier, Scandinavium       | 5 janvier, Scandinavium       |                         |                         |                         |                         |
|  | A2                      | Canada                  | 5                       | Tchéquie                | 2          | 2          | 2                       | 2                       | 5 janvier, Scandinavium       | 5 janvier, Scandinavium       | 5 janvier, Scandinavium       | 5 janvier, Scandinavium       |                         |                         |                         |                         |
|  | A2                      | Canada                  |                         |                         |            |            |                         | 2                       |                               |                               | Finlande                      | Finlande                      | 5                       | 5                       |                         |                         |
|  | B3                      | Tchéquie                | 3                       | 3                       |            |            |                         |                         |                               |                               | Finlande                      | Finlande                      | 5                       | 5                       |                         |                         |
|  | B3                      | Tchéquie                | 3                       | 3                       | Tchéquie   | Tchéquie   | 8                       | 8                       |                               |                               |                               |                               |                         |                         |                         |                         |
|  |                         |                         |                         |                         |            |            |                         |                         |                               |                               |                               |                               |                         |                         |                         |                         |

#### Quarts de finale
| 2 janvier | Slovaquie | 3-4 (pr) (1-0, 0-1, 2-2, 0-1) | Finlande | Frölundaborg 2 480 spectateurs |

| Feuille de match | Feuille de match | Feuille de match            | Feuille de match | Feuille de match                                                                           |
| ---------------- | --- | --------------------------- | --- | ------------------------------------------------------------------------------------------ |
|                  | Sýkora (Mešár) — 19 min 59 s - Dvorský (Pekarčík, Radivojevič) — 47 min 9 s - Mešár (Štrbák, Dvorský) — 59 min 16 s (JS) - | 1–0 1–1 1–2 2–2 2–3 3–3 3–4 | - Männistö — 22 min 36 s Hämeenaho (Lassila, Naukkarinen) — 40 min 36 s - Kaskimäki (Helenius) — 58 min 26 s - Lassila (Salin, Nyman) — 60 min 24 s | Arbitrage : Daniel Eriksson et Mark Pearce Juges de lignes : Jérémy Faucher et Tim Heffner |
| Gajan            | Gardiens | Kokko                       | | Arbitrage : Daniel Eriksson et Mark Pearce Juges de lignes : Jérémy Faucher et Tim Heffner |
| 2 min            | Pénalités | 4 min                       | | Arbitrage : Daniel Eriksson et Mark Pearce Juges de lignes : Jérémy Faucher et Tim Heffner |
| 30               | Tirs | 28                          | | Arbitrage : Daniel Eriksson et Mark Pearce Juges de lignes : Jérémy Faucher et Tim Heffner |

| 2 janvier | Canada | 2-3 (0-2, 2-0, 0-1) | Tchéquie | Scandinavium 10 117 spectateurs |

| Feuille de match | Feuille de match                                                      | Feuille de match    | Feuille de match                                                                                 | Feuille de match                                                                          |
| ---------------- | --------------------------------------------------------------------- | ------------------- | ------------------------------------------------------------------------------------------------ | ----------------------------------------------------------------------------------------- |
|                  | - Wood (Cowan, Yager) — 23 min 43 s Furlong (Poitras) — 36 min 40 s - | 0–1 0–2 1–2 2–2 2–3 | Štancl (Rymon) — 7 min 51 s Cibulka (Kulich) — 18 min 1 s - Štancl (Becher, Rymon) — 59 min 49 s | Arbitrage : Tobias Björk et Micha Hebeisen Juges de lignes : Oto Durmis et Anders Nyqvist |
| Rousseau         | Gardiens                                                              | Hrabal              |                                                                                                  | Arbitrage : Tobias Björk et Micha Hebeisen Juges de lignes : Oto Durmis et Anders Nyqvist |
| 0 min            | Pénalités                                                             | 2 min               |                                                                                                  | Arbitrage : Tobias Björk et Micha Hebeisen Juges de lignes : Oto Durmis et Anders Nyqvist |
| 30               | Tirs                                                                  | 22                  |                                                                                                  | Arbitrage : Tobias Björk et Micha Hebeisen Juges de lignes : Oto Durmis et Anders Nyqvist |

| 2 janvier | États-Unis | 7-2 (3-1, 3-0, 1-1) | Lettonie | Frölundaborg 2 749 spectateurs |

| Feuille de match | Feuille de match | Feuille de match                    | Feuille de match                                                      | Feuille de match                                                                                  |
| ---------------- | --- | ----------------------------------- | --------------------------------------------------------------------- | ------------------------------------------------------------------------------------------------- |
|                  | Fortescue (Moore, Gauthier) — 1 min 31 s Perreault (Casey) — 11 min 42 s - Nelson (Casey, Snuggerud) — 14 min 3 s McGroarty (Howard, Hutson) — 25 min 22 s (SN) Smith (Perreault, Leonard) — 36 min Perreault (Smith, Casey) — 39 min 39 s Moore (Gauthier) — 46 min 34 s - | 1–0 2–0 2–1 3–1 4–1 5–1 6–1 7–1 7–2 | - Ločmelis — 13 min 50 s - Ločmelis (Fenenko, Vilmanis) — 52 min 48 s | Arbitrage : Killian Hinterdobler et Troy Murray Juges de lignes : Daniel Konc et Dominik Schlegel |
| Fowler           | Gardiens | Rolovs                              |                                                                       | Arbitrage : Killian Hinterdobler et Troy Murray Juges de lignes : Daniel Konc et Dominik Schlegel |
| 4 min            | Pénalités | 8 min                               |                                                                       | Arbitrage : Killian Hinterdobler et Troy Murray Juges de lignes : Daniel Konc et Dominik Schlegel |
| 41               | Tirs | 25                                  |                                                                       | Arbitrage : Killian Hinterdobler et Troy Murray Juges de lignes : Daniel Konc et Dominik Schlegel |

| 2 janvier | Suède | 3-2 (pr) (2-0, 0-1, 0-1, 1-0) | Suisse | Scandinavium 11 512 spectateurs |

| Feuille de match | Feuille de match | Feuille de match    | Feuille de match                                                         | Feuille de match                                                                               |
| ---------------- | --- | ------------------- | ------------------------------------------------------------------------ | ---------------------------------------------------------------------------------------------- |
|                  | Stenberg (M. Hävelid, E. Pettersson) — 1 min 34 s Lekkerimäki (Öhgren, Wahlberg) — 18 min (SN) - Sandin Pellikka (Lekkerimäki, Östlund) — 65 min 22 s (SN) | 1-0 2-0 2-1 2-2 3-2 | - Hornecker (Reber) — 37 min 26 s Meile (Weber, Christe) — 49 min 10 s - | Arbitrage : Riku Brander et Lukas Kohlmüller Juges de lignes : Shane Gustafson et Lukáš Rampír |
| H. Hävelid       | Gardiens | Beglieri            |                                                                          | Arbitrage : Riku Brander et Lukas Kohlmüller Juges de lignes : Shane Gustafson et Lukáš Rampír |
| 2 min            | Pénalités | 10 min              |                                                                          | Arbitrage : Riku Brander et Lukas Kohlmüller Juges de lignes : Shane Gustafson et Lukáš Rampír |
| 33               | Tirs | 18                  |                                                                          | Arbitrage : Riku Brander et Lukas Kohlmüller Juges de lignes : Shane Gustafson et Lukáš Rampír |

#### Demi-finales
| 4 janvier | Suède | 5-2 (1-1, 1-1, 3-0) | Tchéquie | Scandinavium 11 512 spectateurs |

| Feuille de match | Feuille de match | Feuille de match            | Feuille de match                                                                    | Feuille de match                                                                          |
| ---------------- | --- | --------------------------- | ----------------------------------------------------------------------------------- | ----------------------------------------------------------------------------------------- |
|                  | - Lindstein (Edstrom) — 11 min 52 s Sandin Pellikka (Salomonsson) — 22 min 35 s - Lekkerimäki (Sandin Pellikka, Wahlberg) — 45 min 14 s (SN) Östlund (Lindstein, Willander) — 52 min Lekkerimäki (Östlund, Stenberg) — 53 min 2 s | 0-1 1-1 2-1 2-2 3-2 4-2 5-2 | Melovský (Redlich, Šalé) — 6 min 55 s - Cibulka (Bareš, Rymon) — 27 min 36 s (SN) - | Arbitrage : Micha Hebeisen et Mark Pearce Juges de lignes : Oto Durmis et Shane Gustafson |
| H. Hävelid       | Gardiens | Hrabal                      |                                                                                     | Arbitrage : Micha Hebeisen et Mark Pearce Juges de lignes : Oto Durmis et Shane Gustafson |
| 2 min            | Pénalités | 2 min                       |                                                                                     | Arbitrage : Micha Hebeisen et Mark Pearce Juges de lignes : Oto Durmis et Shane Gustafson |
| 31               | Tirs | 25                          |                                                                                     | Arbitrage : Micha Hebeisen et Mark Pearce Juges de lignes : Oto Durmis et Shane Gustafson |

| 4 janvier | États-Unis | 3-2 (0-2, 2-0, 1-0) | Finlande | Scandinavium 10 561 spectateurs |

| Feuille de match | Feuille de match | Feuille de match    | Feuille de match                                                          | Feuille de match                                                                            |
| ---------------- | --- | ------------------- | ------------------------------------------------------------------------- | ------------------------------------------------------------------------------------------- |
|                  | - Snuggerud (Casey, Smith) — 32 min 10 s (SN) Smith (Perreault, Chesley) — 36 min 16 s Gauthier (Hutson, Brindley) — 56 min 47 s (SN) | 0–1 0–2 1–2 2–2 3–2 | Keskinen (Männistö) — 1 min 51 s Kumpulainen (Kärki, Bau) — 12 min 45 s - | Arbitrage : Tobias Björk et Daniel Eriksson Juges de lignes : Jérémy Faucher et Tim Heffner |
| Augustine        | Gardiens | Kokko               |                                                                           | Arbitrage : Tobias Björk et Daniel Eriksson Juges de lignes : Jérémy Faucher et Tim Heffner |
| 4 min            | Pénalités | 4 min               |                                                                           | Arbitrage : Tobias Björk et Daniel Eriksson Juges de lignes : Jérémy Faucher et Tim Heffner |
| 30               | Tirs | 21                  |                                                                           | Arbitrage : Tobias Björk et Daniel Eriksson Juges de lignes : Jérémy Faucher et Tim Heffner |

#### Match pour la troisième place
| 5 janvier | Tchéquie | 8-5 (1-2, 2-3, 5-0) | Finlande | Scandinavium 9 647 spectateurs |

| Feuille de match                          | Feuille de match | Feuille de match                                    | Feuille de match | Feuille de match                                                                         |
| ----------------------------------------- | --- | --------------------------------------------------- | --- | ---------------------------------------------------------------------------------------- |
|                                           | - Kulich (Melovský, Hamara) — 16 min 16 s (SN) Štancl (Melovský, Becher) — 28 min 37 s (SN) - Becher (Štancl, Čech) — 39 min 5 s (IN) Kulich (Melovský, Hamara) — 44 min 41 s (JS) Becher (Kulich, Šalé) — 58 min 4 s Hamara (Kulich, Becher) — 58 min 19 s Rymon — 58 min 52 s (CV) Becher — 58 min 54 s (CV) | 0–1 0–2 1–2 2–2 2–3 2–4 2–5 3–5 4–5 5–5 6–5 7–5 8–5 | Kumpulainen — 6 min 13 s Nyman (Kaskimäki, Jess Pulkikinen) — 7 min 43 s - Helenius (Nyman, Kaskimäki) — 28 min 52 s (Hämeenaho, Kulonummi, Lassila) — 29 min 11 s Hämeenaho (Kulonummi, Keskinen) — 34 min 32 s (SN) - | Arbitrage : Tobias Björk et Troy Murray Juges de lignes : Anders Nyqvist et Lukáš Rampir |
| Hrabal (7 min 43 s) Vondraš (51 min 17 s) | Gardiens | Kokko                                               | | Arbitrage : Tobias Björk et Troy Murray Juges de lignes : Anders Nyqvist et Lukáš Rampir |
| 10 min                                    | Pénalités | 8 min                                               | | Arbitrage : Tobias Björk et Troy Murray Juges de lignes : Anders Nyqvist et Lukáš Rampir |
| 31                                        | Tirs | 23                                                  | | Arbitrage : Tobias Björk et Troy Murray Juges de lignes : Anders Nyqvist et Lukáš Rampir |

#### Finale
| 5 janvier | États-Unis | 6-2 (1-0, 2-2, 3-0) | Suède | Scandinavium 11 512 spectateurs |

| Feuille de match | Feuille de match | Feuille de match                | Feuille de match | Feuille de match                                                                          |
| ---------------- | --- | ------------------------------- | --- | ----------------------------------------------------------------------------------------- |
|                  | Perreault (Smith, McGroarty) — 16 min 56 s (JS) - Howard (Fortescue) — 29 min 24 s Howard (Brindley) — 34 min 19 s - Buium (Smith, Perreault) — 41 min 19 s Leonard (Perreault) — 56 min 12 s McGroarty (Snuggerud) — 56 min 50 s (CV) | 1–0 1–1 2–1 3–1 3–2 4–2 5–2 6–2 | - Stenberg (M. Hävelid, E. Pettersson) — 22 min 13 s - (Lekkerimäki, Sandin Pellikka, Östlund) — 39 min 55 s (SN) - | Arbitrage : Micha Hebeisen et Mark Pearce Juges de lignes : Oto Durmis et Shane Gustafson |
| Augustine        | Gardiens | H. Hävelid                      | | Arbitrage : Micha Hebeisen et Mark Pearce Juges de lignes : Oto Durmis et Shane Gustafson |
| 28 min           | Pénalités | 28 min                          | | Arbitrage : Micha Hebeisen et Mark Pearce Juges de lignes : Oto Durmis et Shane Gustafson |
| 26               | Tirs | 26                              | | Arbitrage : Micha Hebeisen et Mark Pearce Juges de lignes : Oto Durmis et Shane Gustafson |

### Classement final
| Place              | Équipe     | Résultat final             |
| ------------------ | ---------- | -------------------------- |
| Médaille d'or      | États-Unis | Champion du monde          |
| Médaille d'argent  | Suède      | Vice-champion du monde     |
| Médaille de bronze | Tchéquie   | Troisième place            |
| 4                  | Finlande   | Quatrième place            |
| 5                  | Canada     | Éliminé en quart de finale |
| 6                  | Slovaquie  | Éliminé en quart de finale |
| 7                  | Suisse     | Éliminé en quart de finale |
| 8                  | Lettonie   | Éliminé en quart de finale |
| 9                  | Allemagne  |                            |
| 10                 | Norvège    | Relégué en Division IA     |

### Récompenses individuelles
| Poste      | Joueurs              |
| ---------- | -------------------- |
| Gardien    | Hugo Hävelid         |
| Défenseurs | Theo Lindstein       |
| Défenseurs | Lane Hutson          |
| Attaquants | Jiří Kulich          |
| Attaquants | Jonathan Lekkerimäki |
| Attaquants | Cutter Gauthier      |
| MVP        | Jonathan Lekkerimäki |

| Poste     | Joueurs              |
| --------- | -------------------- |
| Gardien   | Hugo Hävelid         |
| Défenseur | Axel Sandin Pellikka |
| Attaquant | Cutter Gauthier      |

### Statistiques individuelles
Pour les significations des abréviations, voir statistiques du hockey sur glace.
| Clt | Joueur               | Équipe     | PJ | B | A  | Pts | Pun | +/- |
| --- | -------------------- | ---------- | -- | - | -- | --- | --- | --- |
| 1   | Jiří Kulich          | Tchéquie   | 7  | 6 | 6  | 12  | +3  | 0   |
| 2   | Cutter Gauthier      | États-Unis | 7  | 2 | 10 | 12  | +9  | 4   |
| 3   | Matyáš Melovský      | Tchéquie   | 7  | 1 | 10 | 11  | +3  | 4   |
| 4   | Jonathan Lekkerimäki | Suède      | 7  | 7 | 3  | 10  | +2  | 0   |
| 5   | Gavin Brindley       | États-Unis | 7  | 6 | 4  | 10  | +7  | 0   |
| 6   | Ondřej Becher        | Tchéquie   | 7  | 3 | 7  | 10  | +6  | 4   |
| 6   | Noah Östlund         | Suède      | 7  | 3 | 7  | 10  | +3  | 16  |
| 6   | Gabriel Perreault    | États-Unis | 7  | 3 | 7  | 10  | +4  | 2   |
| 9   | Isaac Howard         | États-Unis | 7  | 7 | 2  | 9   | +10 | 0   |
| 10  | Servác Petrovský     | Slovaquie  | 5  | 5 | 4  | 9   | 0   | 2   |

| Clt                                                                                               | Joueur           | Équipe     | PJ | Min          | BC | Moy  | %Arr  | Bl |
| ------------------------------------------------------------------------------------------------- | ---------------- | ---------- | -- | ------------ | -- | ---- | ----- | -- |
| 1                                                                                                 | Trey Augustine   | États-Unis | 4  | 240 min      | 7  | 1,75 | 93,64 | 0  |
| 2                                                                                                 | Hugo Hävelid     | Suède      | 5  | 305 min 5 s  | 9  | 1,77 | 91,74 | 2  |
| 3                                                                                                 | Adam Gajan       | Slovaquie  | 4  | 239 min 52 s | 10 | 2,50 | 91,60 | 1  |
| 4                                                                                                 | Mathis Rousseau  | Canada     | 5  | 299 min 39 s | 10 | 2,00 | 91,23 | 1  |
| 5                                                                                                 | Alessio Beglieri | Suisse     | 4  | 243 min 16 s | 10 | 2,47 | 90,65 | 0  |
| 6                                                                                                 | Jacob Fowler     | États-Unis | 3  | 185 min      | 8  | 2,59 | 88,89 | 0  |
| 7                                                                                                 | Michael Hrabal   | Tchéquie   | 7  | 370 min 13 s | 21 | 3,40 | 87,72 | 0  |
| 8                                                                                                 | Niklas Kokko     | Finlande   | 5  | 295 min 24 s | 19 | 3,86 | 86,99 | 0  |
| 9                                                                                                 | Matthias Bittner | Allemagne  | 4  | 191 min 29 s | 14 | 4,39 | 86,92 | 0  |
| 10                                                                                                | Deivs Rolovs     | Lettonie   | 4  | 240 min      | 19 | 4,75 | 86,62 | 0  |
| 11                                                                                                | Markus Stensrud  | Norvège    | 4  | 240 min 59 s | 23 | 5,73 | 84,14 | 0  |
| Nota : seuls sont classés les gardiens ayant joué au minimum 40 % du temps de jeu de leur équipe. |                  |            |    |              |    |      |       |    |

## Autres divisions

### Division I

#### Groupe A
La compétition se déroule du 10 au 16 décembre 2023 à Budapest en Hongrie.
Légende :
- en gras, promu en Division élite
- en italique, relégué en Division IB
- Pr : Prolongations
- F : Tirs de fusillade

Pour les significations des abréviations, voir statistiques du hockey sur glace.
| Clt   | Équipe     | PJ | V | VP | D | DP | BP | BC | Diff | Pts |
| ----- | ---------- | -- | - | -- | - | -- | -- | -- | ---- | --- |
| +001, | Kazakhstan | 5  | 4 | 0  | 0 | 1  | 21 | 12 | +9   | 13  |
| +002, | France     | 5  | 3 | 0  | 2 | 0  | 18 | 19 | -1   | 9   |
| +003, | Danemark   | 5  | 3 | 0  | 2 | 0  | 18 | 14 | +4   | 9   |
| +004, | Autriche R | 5  | 2 | 1  | 2 | 0  | 22 | 21 | +1   | 8   |
| +005, | Hongrie H  | 5  | 1 | 0  | 3 | 1  | 13 | 16 | -3   | 4   |
| +006, | Japon P    | 5  | 0 | 1  | 4 | 0  | 12 | 22 | -10  | 2   |

| 10 décembre | Danemark   | 4    | 6 | France     | [ I 2 ]  |
| 10 décembre | Hongrie    | 2    | 5 | Kazakhstan | [ I 3 ]  |
| 10 décembre | Japon      | 2    | 5 | Autriche   | [ I 4 ]  |
| 11 décembre | France     | 5    | 3 | Japon      | [ I 5 ]  |
| 11 décembre | Kazakhstan | 3    | 2 | Danemark   | [ I 6 ]  |
| 11 décembre | Autriche   | 3    | 2 | Hongrie    | [ I 7 ]  |
| 13 décembre | Kazakhstan | 4    | 0 | France     | [ I 8 ]  |
| 13 décembre | Japon      | 5 Pr | 4 | Hongrie    | [ I 9 ]  |
| 13 décembre | Autriche   | 3    | 4 | Danemark   | [ I 10 ] |
| 14 décembre | Kazakhstan | 3    | 1 | Japon      | [ I 11 ] |
| 14 décembre | France     | 7    | 4 | Autriche   | [ I 12 ] |
| 14 décembre | Hongrie    | 1    | 3 | Danemark   | [ I 13 ] |
| 16 décembre | Danemark   | 5    | 1 | Japon      | [ I 14 ] |
| 16 décembre | France     | 0    | 4 | Hongrie    | [ I 15 ] |
| 16 décembre | Autriche   | 7 F  | 6 | Kazakhstan | [ I 16 ] |

#### Groupe B
La compétition se déroule du 11 au 17 décembre 2023 à Bled en Slovénie.
Légende :
- en gras, promu en Division IA
- en italique, relégué en Division IIA
- Pr : Prolongations
- F : Tirs de fusillade

Pour les significations des abréviations, voir statistiques du hockey sur glace.
| Clt   | Équipe       | PJ | V | VP | D | DP | BP | BC | Diff | Pts |
| ----- | ------------ | -- | - | -- | - | -- | -- | -- | ---- | --- |
| +001, | Slovénie R H | 5  | 5 | 0  | 0 | 0  | 25 | 6  | +19  | 15  |
| +002, | Ukraine      | 5  | 3 | 1  | 1 | 0  | 23 | 13 | +10  | 11  |
| +003, | Italie       | 5  | 2 | 0  | 2 | 1  | 24 | 17 | +7   | 7   |
| +004, | Estonie      | 5  | 2 | 0  | 3 | 0  | 15 | 18 | -3   | 6   |
| +005, | Pologne      | 5  | 1 | 0  | 3 | 1  | 9  | 19 | -10  | 4   |
| +006, | Croatie P    | 5  | 0 | 1  | 4 | 0  | 12 | 35 | -23  | 2   |

| 11 décembre | Estonie  | 1    | 5 | Italie   | [ I 18 ] |
| 11 décembre | Pologne  | 1    | 5 | Ukraine  | [ I 19 ] |
| 11 décembre | Croatie  | 0    | 7 | Slovénie | [ I 20 ] |
| 12 décembre | Ukraine  | 5    | 1 | Estonie  | [ I 21 ] |
| 12 décembre | Italie   | 11   | 2 | Croatie  | [ I 22 ] |
| 12 décembre | Slovénie | 3    | 0 | Pologne  | [ I 23 ] |
| 14 décembre | Croatie  | 5 F  | 4 | Pologne  | [ I 24 ] |
| 14 décembre | Slovénie | 5    | 2 | Estonie  | [ I 25 ] |
| 14 décembre | Ukraine  | 5 Pr | 4 | Italie   | [ I 26 ] |
| 15 décembre | Pologne  | 0    | 3 | Estonie  | [ I 27 ] |
| 15 décembre | Ukraine  | 5    | 2 | Croatie  | [ I 28 ] |
| 15 décembre | Italie   | 1    | 5 | Slovénie | [ I 29 ] |
| 17 décembre | Estonie  | 8    | 3 | Croatie  | [ I 30 ] |
| 17 décembre | Italie   | 3    | 4 | Pologne  | [ I 31 ] |
| 17 décembre | Slovénie | 5    | 3 | Ukraine  | [ I 32 ] |

### Division II

#### Groupe A
La compétition se déroule du 11 au 17 décembre 2023 à Dumfries en Grande-Bretagne.
Légende :
- en gras, promu en division IB
- en italique, relégué en division IIB
- Pr : Prolongations

Pour les significations des abréviations, voir statistiques du hockey sur glace.
| Clt   | Équipe            | PJ | V | VP | D | DP | BP | BC | Diff | Pts |
| ----- | ----------------- | -- | - | -- | - | -- | -- | -- | ---- | --- |
| +001, | Corée du Sud R    | 5  | 5 | 0  | 0 | 0  | 29 | 10 | +19  | 15  |
| +002, | Lituanie          | 5  | 3 | 1  | 1 | 0  | 27 | 13 | +14  | 11  |
| +003, | Grande-Bretagne H | 5  | 3 | 0  | 1 | 1  | 21 | 12 | +9   | 10  |
| +004, | Chine P           | 5  | 1 | 0  | 4 | 0  | 13 | 20 | -7   | 3   |
| +005, | Pays-Bas          | 5  | 1 | 0  | 4 | 0  | 10 | 25 | -15  | 3   |
| +006, | Espagne           | 5  | 1 | 0  | 4 | 0  | 8  | 28 | -20  | 3   |

| 11 décembre | Lituanie        | 1 | 4    | Corée du Sud    | [ II 2 ]  |
| 11 décembre | Chine           | 5 | 1    | Espagne         | [ II 3 ]  |
| 11 décembre | Grande-Bretagne | 4 | 1    | Pays-Bas        | [ II 4 ]  |
| 12 décembre | Corée du Sud    | 9 | 2    | Espagne         | [ II 5 ]  |
| 12 décembre | Pays-Bas        | 4 | 2    | Chine           | [ II 6 ]  |
| 12 décembre | Grande-Bretagne | 4 | 5 Pr | Lituanie        | [ II 7 ]  |
| 14 décembre | Lituanie        | 6 | 1    | Espagne         | [ II 8 ]  |
| 14 décembre | Corée du Sud    | 7 | 1    | Pays-Bas        | [ II 9 ]  |
| 14 décembre | Grande-Bretagne | 4 | 1    | Chine           | [ II 10 ] |
| 15 décembre | Pays-Bas        | 2 | 9    | Lituanie        | [ II 11 ] |
| 15 décembre | Chine           | 3 | 5    | Corée du Sud    | [ II 12 ] |
| 15 décembre | Espagne         | 1 | 6    | Grande-Bretagne | [ II 13 ] |
| 17 décembre | Espagne         | 3 | 2    | Pays-Bas        | [ II 14 ] |
| 17 décembre | Corée du Sud    | 4 | 3    | Grande-Bretagne | [ II 15 ] |
| 17 décembre | Lituanie        | 6 | 2    | Chine           | [ II 16 ] |

#### Groupe B
La compétition se déroule du 14 au 20 janvier 2024 à Novi Sad en Serbie.
Légende :
- en gras, promu en Division IIA
- en italique, relégué en Division III
- F : Tirs de fusillade

Pour les significations des abréviations, voir statistiques du hockey sur glace.
| Clt   | Équipe         | PJ | V | VP | D | DP | BP | BC | Diff | Pts |
| ----- | -------------- | -- | - | -- | - | -- | -- | -- | ---- | --- |
| +001, | Roumanie R     | 5  | 4 | 1  | 0 | 0  | 25 | 5  | +20  | 14  |
| +002, | Serbie H       | 5  | 4 | 0  | 0 | 1  | 21 | 5  | +16  | 13  |
| +003, | Islande        | 5  | 3 | 0  | 2 | 0  | 21 | 14 | +7   | 9   |
| +004, | Australie P    | 5  | 2 | 0  | 3 | 0  | 9  | 16 | -7   | 6   |
| +005, | Belgique       | 5  | 1 | 0  | 4 | 0  | 7  | 17 | -10  | 3   |
| +006, | Taipei chinois | 5  | 0 | 0  | 5 | 0  | 8  | 34 | -26  | 0   |

| 14 janvier | Belgique       | 3  | 1   | Taipei chinois |
| 14 janvier | Australie      | 0  | 6   | Islande        |
| 14 janvier | Serbie         | 2  | 3 F | Roumanie       |
| 15 janvier | Taipei chinois | 1  | 4   | Australie      |
| 15 janvier | Roumanie       | 2  | 1   | Islande        |
| 15 janvier | Belgique       | 0  | 4   | Serbie         |
| 17 janvier | Belgique       | 1  | 4   | Australie      |
| 17 janvier | Roumanie       | 12 | 1   | Taipei chinois |
| 17 janvier | Serbie         | 5  | 1   | Islande        |
| 18 janvier | Australie      | 1  | 4   | Roumanie       |
| 18 janvier | Islande        | 4  | 3   | Belgique       |
| 18 janvier | Taipei chinois | 1  | 6   | Serbie         |
| 20 janvier | Roumanie       | 4  | 0   | Belgique       |
| 20 janvier | Islande        | 9  | 4   | Taipei chinois |
| 20 janvier | Serbie         | 4  | 0   | Australie      |

### Division III

#### Groupe A
La compétition se déroule du 22 au 28 janvier 2024 à Sofia en Bulgarie.
Légende :
- en gras, promu en Division IIB
- en italique, relégué en Division IIIB
- Pr : Prolongations
- F : Tirs de fusillade

Pour les significations des abréviations, voir statistiques du hockey sur glace.
| Clt   | Équipe           | PJ | V | VP | D | DP | BP | BC | Diff | Pts |
| ----- | ---------------- | -- | - | -- | - | -- | -- | -- | ---- | --- |
| +001, | Israël           | 5  | 5 | 0  | 0 | 0  | 41 | 14 | +27  | 15  |
| +002, | Nouvelle-Zélande | 5  | 3 | 1  | 1 | 0  | 31 | 17 | +14  | 11  |
| +003, | Bulgarie H       | 5  | 3 | 0  | 1 | 1  | 22 | 19 | +3   | 10  |
| +004, | Turquie          | 5  | 2 | 0  | 3 | 0  | 15 | 19 | -4   | 6   |
| +005, | Mexique R        | 5  | 1 | 0  | 4 | 0  | 17 | 20 | -3   | 3   |
| +006, | Kirghizistan     | 5  | 0 | 0  | 5 | 0  | 9  | 46 | -37  | 0   |

| 22 janvier | Kirghizistan     | 3    | 4 | Turquie          |
| 22 janvier | Israël           | 8    | 6 | Nouvelle-Zélande |
| 22 janvier | Bulgarie         | 3    | 2 | Mexique          |
| 23 janvier | Nouvelle-Zélande | 12   | 1 | Kirghizistan     |
| 23 janvier | Mexique          | 3    | 4 | Turquie          |
| 23 janvier | Israël           | 7    | 3 | Bulgarie         |
| 25 janvier | Mexique          | 3    | 5 | Nouvelle-Zélande |
| 25 janvier | Israël           | 16   | 1 | Kirghizistan     |
| 25 janvier | Bulgarie         | 5    | 4 | Turquie          |
| 27 janvier | Turquie          | 1    | 4 | Israël           |
| 27 janvier | Nouvelle-Zélande | 4 Pr | 3 | Bulgarie         |
| 27 janvier | Kirghizistan     | 2    | 6 | Mexique          |
| 28 janvier | Turquie          | 2    | 4 | Nouvelle-Zélande |
| 28 janvier | Mexique          | 3    | 6 | Israël           |
| 28 janvier | Bulgarie         | 8    | 2 | Kirghizistan     |

#### Groupe B
La compétition se déroule du 25 au 30 janvier 2024 à Sarajevo en Bosnie-Herzégovine.
Légende :
- en gras, promu en Division IIIA
- Pr : Prolongations
- F : Tirs de fusillade

Pour les significations des abréviations, voir statistiques du hockey sur glace.
| Clt   | Équipe               | PJ | V | VP | D | DP | BP | BC | Diff | Pts |
| ----- | -------------------- | -- | - | -- | - | -- | -- | -- | ---- | --- |
| +001, | Bosnie-Herzégovine H | 4  | 3 | 1  | 0 | 0  | 30 | 17 | +13  | 11  |
| +002, | Luxembourg           | 4  | 2 | 0  | 1 | 1  | 33 | 13 | +20  | 7   |
| +003, | Afrique du Sud       | 4  | 0 | 0  | 4 | 0  | 10 | 43 | -33  | 0   |

| 25 janvier | Bosnie-Herzégovine | 7 F | 6  | Luxembourg         |
| 26 janvier | Bosnie-Herzégovine | 9   | 2  | Afrique du Sud     |
| 27 janvier | Afrique du Sud     | 0   | 12 | Luxembourg         |
| 28 janvier | Luxembourg         | 2   | 5  | Bosnie-Herzégovine |
| 29 janvier | Afrique du Sud     | 7   | 9  | Bosnie-Herzégovine |
| 30 janvier | Luxembourg         | 13  | 1  | Afrique du Sud     |